# Ільбасар
Ільбасар (Іксар) (*д/н —1313) — державний та військовий діяч Золотої Орди.

## Життєпис
Походив з династії Чингизідів. Син Токти, хана Золотої Орди. Брав участь у походах батька. Близько 1294 року отримав у володіння улус Чимтая. Припускають, що 1299/1300 року під час військових кампаній проти Ногая отримує посаду беклярбека. Втім є згадки, що ним став його стрийко Бурлюк, як більш досвідчений. Лише після смерті того у 1309/1310 року Ільбасар призначається беклярбекомм і очільником Крила Мувала.
Перед смертю Токта наприкінці 1312 року призначив Ільбасара спадкоємцем влади. Йому допомагав старший емір Кадак. Загалом Ільбасар вже офіційно збирався перебрати владу, але у січні 1313 року у ханському палаці Ільбасара та еміра Кадака було підступно вбито родичем Узбеком за допомоги еміра Кутлуг-Тимура.